# Александр (син Деметрія Поліоркета)
Александр (дав.-гр. Ἀλέξανδρος; у проміжку 303—298 років до н. е. — III століття до н. е.) — син діадоха Деметрія Поліоркета та його дружини Деідамії Епірської. Жив та помер у Єгипті, припускається, що він там перебував як заложник. Можливо, згадується в одному папірусі з Архіву Зенона.

## Біографія

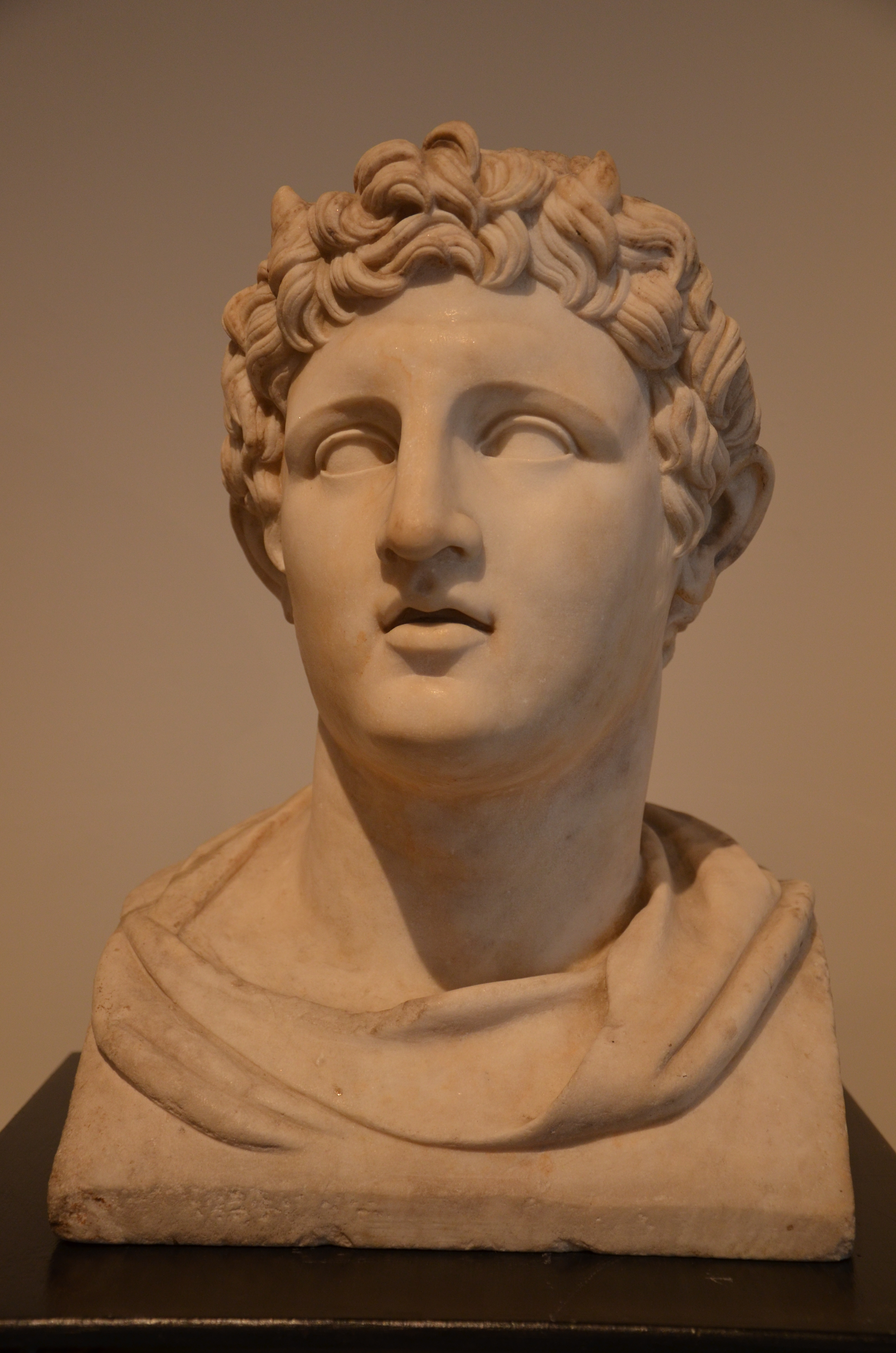
Погруддя Деметрія Поліоркета

Александр був сином діадоха Деметрія Поліоркета та Деідамії, дочки епірського басилевса Еакіда. Оскільки його батьки уклали шлюб у 303 до н. е., а матір померла у проміжку від 300 до 298 до н. е., виходить, що Александр народився у проміжку 303—298 років до н. е. Александр мав багато сестер та братів від зв'язків батька з іншими жінками. За однією з версій, він мав повнорідну сестру Стратоніку.
Згідно Плутарху, Александр жив і помер у Єгипті. На думку німецького історика Карла Юліуса Белоха, Александр потрапив до Єгипту після того, як діадох Птолемей Лагід захопив місто Саламін на Кіпрі та взяв у полон матір та дітей Деметрія Поліоркета. Дослідник Едвін Вебстер вказував на помилковість цього твердження, оскільки, згідно Птутарху, Птолемей невдовзі відпустив бранців, обсипавши їх дарами та почестями.
Вебстер припускав, що коли заложник Птолемея, епірський принц Пірр, був відпущений на свободу, він залишив замість себе свого племінника Александра. За іншою версією, Деметрій Поліоркет віддав свого сина у заложники разом з Пірром під час укладення мирного договору з Птолемеєм у 297 до н. е. Науковець Роджер Багналл припустив, ще однією заручницею була Стратоніка, дочка Деметрія та Деідамії.
Іншим припущенням Вебстера було ототожнення сина Деметрія з однойменною персоною згаданою у папірусі P. Lond. Inv. 7.2052, який входить до Архіву Зенона. Тим самим Вебстер полемізував з версією висунутою раніше російським істориком Михайлом Ростовцевим, який ототожнював Александра з папірусу з однойменним сином діадоха Лісімаха та його одриської дружини. Як зазначав Вебстер, після смерті Птолемея I, його наступник Птолемей II Філадельф залишив Александра заложником, оскільки він був єдинокровним братом македонського басилевса Антигона II Гоната.
Зазначений у папірусі Александр мешкав в Александрії і був людиною високого статусу, оскільки будучи заложником, мав мінімум двох рабів. Папірус датований першими роками правління басилевса Птолемея III Евергета і на момент його створення Александру повинно було бути 50-60 років, якщо він залишався живим. З папірусу відомо, що двоє його рабів, вавилонський банник Філлін та мідійський конюх Амінта, відійшли у власність до діойкета Аполлонія, однак втекли від нього.
Французький історик П'єр Левек назвав гіпотезу Вебстера «спокусливою», але бездоказовою.